# Tupy
A Tupy é uma multinacional brasileira do ramo da metalurgia fundada em 9 de março de 1938 na cidade de Joinville. 
A companhia conta com cerca de 13 mil funcionários em quatro parques fabris: dois instalados no Brasil (Joinville/SC e Mauá/SP) e dois no estado de Coahuila, no México (Saltillo e Ramos Arizpe). A empresa atua em mais de 40 países e as vendas para o mercado externo corresponderam a 72,6% de sua receita em 2014. No mesmo ano, obteve receita de R$ 3,1 bilhões e lucro líquido de R$ 89 milhões. Fabrica componentes em ferro fundido para a indústria automotiva e também itens para aplicação industrial e na construção civil, como conexões de ferro maleável e perfis contínuos.

## Histórico

### Fundação
A Tupy iniciou suas atividades em 1938 como uma empresa familiar. Fundada por Albano Schmidt, Hermann Metz e Arno Schwarz, todos descendentes de imigrantes europeus que ajudaram a colonizar Joinville. A fundição se instalou, inicialmente, no centro da cidade, e produzia conexões em ferro fundido – produto até então só conhecido no Brasil via importação.
Albano Schmidt morreu em 1958 e a presidência da empresa foi ocupada pelo filho Hans Dieter Schmidt, então com 26 anos. Após sua morte, em 1981, outros membros da família Schmidt passaram a ocupar a presidência da empresa até o início da gestão profissionalizada, em 1991. 

### A entrada na indústria automotiva
Com o estabelecimento da indústria automobilística no Brasil, a empresa transformou-se progressivamente em fornecedora de componentes automotivos, que passou a ser o principal negócio entre os anos de 1980 e 1990.
Em 1975, com a construção de mais uma unidade fabril no parque industrial de Joinville (SC), a Tupy deu início à manufatura de blocos de motor em ferro fundido. 

### Mudança de controle
Em 1995, o controle acionário passou das mãos da família Schmidt para fundos de pensão e bancos nacionais. Na mesma época, a empresa adquiriu da Mercedes Benz do Brasil a Sofunge (Sociedade Técnica de Fundições Gerais S.A).
Em 1998, a Tupy comprou a unidade de fundição da Cofap, na cidade de Mauá, em São Paulo. Nos anos posteriores, a planta recebeu investimentos que a tornaram especialista na produção de blocos e cabeçotes em ferro fundido para os segmentos comercial (caminhões leves e pesados) e off-road (máquinas agrícolas e de construção).
Em 2001 a companhia iniciou o desenvolvimento de blocos de motor em ferro vermicular CGI (Compacted Graphite Iron), culminando na produção em escala industrial, pela primeira vez, de blocos de motores com este material. O ferro vermicular é uma liga metálica que contribui significativamente para o aumento da resistência e a redução do peso do motor. Com propriedades mecânicas superiores às dos materiais convencionais, traz como resultado produtos menores, mais leves e mais duráveis. 
Em 2003, o Conselho de Administração da Companhia escolhe como presidente o economista Luiz Tarquinio Sardinha Ferro, que até o ano anterior ocupara a função de presidente da Previ (Caixa da Previdência dos Funcionários do Banco do Brasil), maior fundo de pensão da América Latina. 
A partir de meados de 2007, tiveram início as tratativas com os principais acionistas para a definição de uma nova agenda estratégica para a empresa. Previ e BNDESPAR, detentores de debêntures emitidas em 2004, decidiram converter os títulos em novas ações, passando a deter, em conjunto, o controle acionário da Tupy, até então. 
Em 16 de abril de 2012, a companhia concluiu a aquisição de duas plantas produtoras de blocos e cabeçotes de motores de ferro fundido no México, localizadas nas cidades de Ramos Arizpe e Saltillo (no estado de Coahuila). Essas aquisições totalizaram US$ 497,9 milhões e marcaram o início da internacionalização da manufatura de blocos e cabeçotes de motores em ferro fundido. 
Em outubro de 2013, a companhia realizou uma Oferta Pública de Ações, acompanhada de entrada no Novo Mercado da B3.
Em dezembro de 2019 foi anunciada a compra da Teksid Iron, subdivisão de componentes em ferro fundido do grupo italiano Teksid, pertencente à Stellantis. 
Tupy S.A. anunciou, em Junho de 2022, a compra da MWM do Brasil, tradicional fabricante de motores e geradores pelo valor de R$ 865 milhões.